# فیلم‌سازی زیرزمینی در ایران
فیلمسازی زیرزمینی هنری بی‌مجوز و فاقد اجازه دولتی است و در مواردی در ایران جرم محسوب شده و سازندهٔ فیلم به زندان افتاده یا مورد مجازات واقع شده‌است.
شاید از سرشناس‌ترین فیلمسازان زیرزمینی در ایران، بتوان به جعفر پناهی سازنده فیلم‌های بامجوزی مثل بادکنک سفید و آینه، اشاره کرد که فیلم دایره را بدون مجوز و به صورت زیرزمینی ساخت. این فیلم با استقبال جشنواره‌های برون‌مرزی روبرو شد، فیلمساز دیگری مثل بهمن قبادی نیز فیلم بدون مجوز خود یعنی کسی از گربه‌های ایرانی خبر نداره را به صورت زیرزمینی ساخته، بهمن قبادی پس از ساخت این فیلم از کشور خارج شد و با ساخت فیلم‌های مختلف در موقعیت اپوزیسیون قرار گرفت.
اما جعفر پناهی با وجود همه درگیری‌هایش با جمهوری اسلامی ایران در کشور ماند و بعد از بروز مشکلات متعدد بین او و نظام حاکم کشور، باز هم به ساخت فیلم‌های بدون مجوز و زیرزمینی ادامه داد و فیلم این یک فیلم نیست و فیلم ما فکر می‌کردیم پارتی دعوتیم و تاکسی را ساخت.
اما این که چرا فیلم بدون مجوز ساخته می‌شود را می‌توان اینگونه پاسخ داد در گذشته کارگردان‌های سرشناس برای شهرت بیشتر یا دهن‌کجی به نظام حاکم یا گذشتن از سد سانسور، با استفاده از شهرت خودشان اقدام به ساخت فیلم کرده‌اند، اما در سال‌های بعد کارگردان‌هایی که چندان هم سرشناس نبودند شروع به ساخت فیلم‌های بدون مجوز کردند گاهی با استفاده از سرمایه‌گذاران خارجی فیلم ساختند مثل فیلم تهران من حراج که اولین فیلم گراناز موسوی بود و اولین فیلم مشترک بدون مجوز ایران است که با مشارکت استرالیا ساخته شد.
در حیطه فیلم‌های مستند تعداد فراتر از چند فیلم است و با ظهور دوربین‌های دیجیتال، بسیاری فیلم مستند زیرزمینی برای شبکه‌های برون مرزی ساخته شده. اما در عصر حاضر و وجود اینترنت فیلمسازی زیرزمینی از انحصار فیلمسازان صاحب نام و دارای پشتوانهٔ مالی خارجی یا شخصی خارج شده، در حال حاضر مجموعه‌ها و فیلم‌های زیادی ساخته می‌شود که مجوز ساخت ندارند و دیگر ساخت فیلم زیرزمینی به عنوان دهن کجی یا نقد نظام حاکم تلقی نمی‌شود هر چند گاهی چنین محتوایی در این فیلم‌ها دیده می‌شود.